# Manuel Aboim de Sande Lemos
Manuel Aboim Ascensão de Sande Lemos  OA • ComA • GOM • ComM (Faro, Algarve, 4 de Julho de 1899 - Lisboa, 2002) foi um engenheiro militar português.

## Biografia

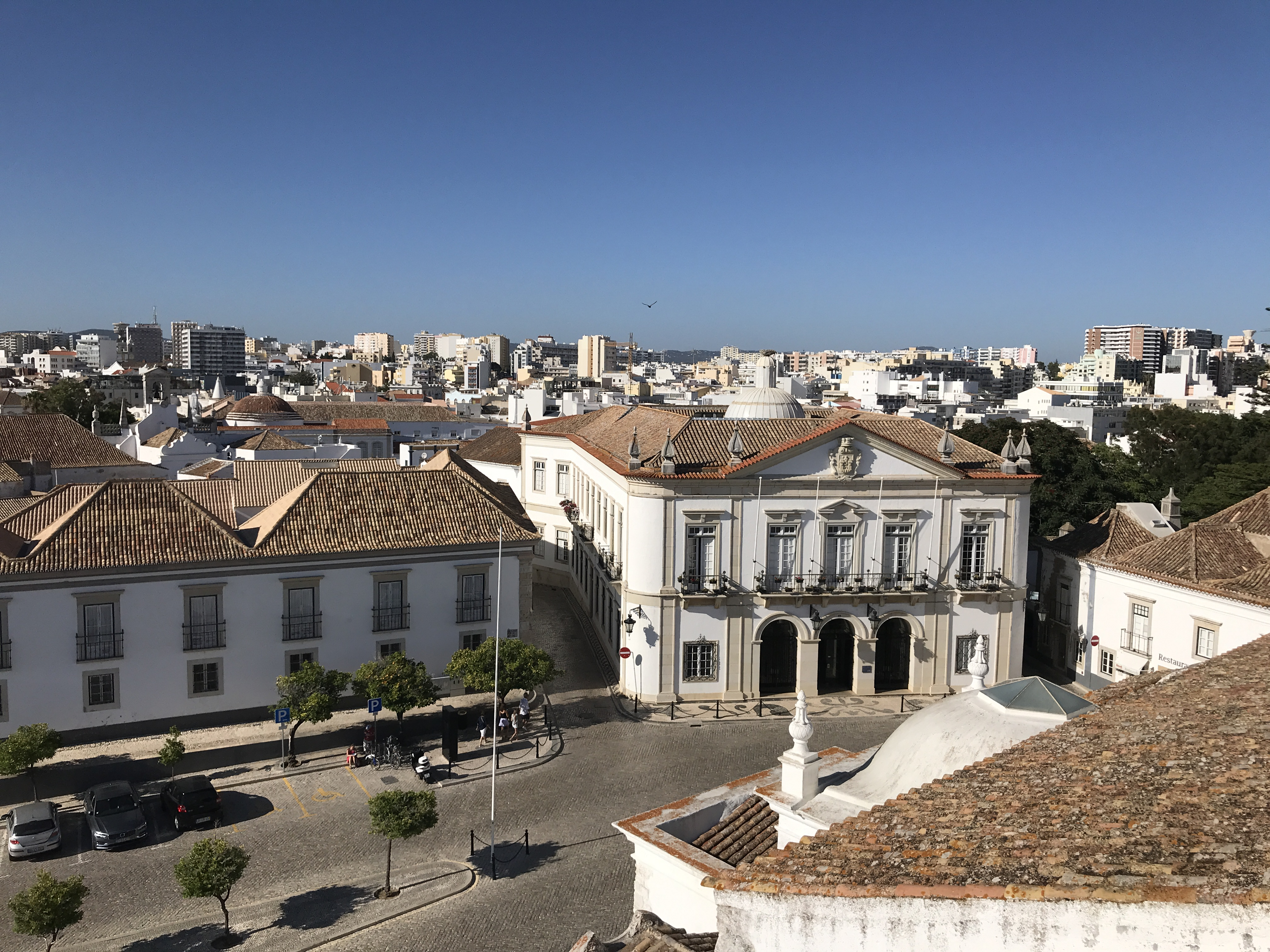
Cidade de Faro.

### Nascimento e formação
Nasceu na cidade de Faro em 4 de Julho de 1899, filho do coronel José de Sande Lemos e de Maria da Piedade Aboim Ascensão. Frequentou o Colégio Militar e o Instituto Superior Técnico, onde se formou como engenheiro químico.

### Carreira militar, profissional e benemérita
Participou na Primeira Guerra Mundial como oficial do exército. Depois do final da guerra, permaneceu nas forças armadas, tendo servido na metrópole, onde dirigiu laboratórios e fábricas de explosivos militares, e nas colónias portuguesas, especialmente em Angola. Foi um dos pioneiros em Portugal da química nutriológica, que se começou a desenvolver na década de 1960. Quando passou à reforma, possuía a patente de coronel.
Manuel Aboim de Sande Lemos também fez parte da Casa do Algarve em Lisboa, e foi director na Associação dos Engenheiros Civis, antecessora da Ordem dos Engenheiros.
Casou com uma prima, filha do seu tio Rodrigo António Aboim Ascensão. Quando Rodrigo Ascensão faleceu em 1930, deixou em testamento a vontade de criar uma instituição de solidariedade social. Manuel de Sande Lemos cumpriu a vontade do tio, tendo criado em 1933 o Refúgio Aboim Ascensão em Faro.

### Falecimento
Manuel Aboim de Sande Lemos faleceu em 2002, na cidade de Lisboa, aos 103 anos de idade. A missa teve lugar na Igreja de Nossa Senhora do Carmo, em Faro, tendo o corpo sido depositado no jazigo de família no Cemitério da Esperança.

## Homenagens
Manuel Aboim Ascensão de Sande Lemos foi honrado com o grau de oficial na Ordem Militar de Avis em 25 de Fevereiro de 1938, onde ascendeu a comendador em 3 de Novembro de 1944, e de comendador na Ordem Militar de Mérito em 18 de Maio de 1992, onde foi promovido a grande oficial em 21 de Junho de 1999. Também recebeu a medalha de ouro do município de Faro em 15 de Setembro de 1999, no âmbito da comemoração dos 455 anos da elevação de Faro a cidade.